# 9482 Rubéndarío
A 9482 Rubendario (ideiglenes jelöléssel 4065 P-L) a Naprendszer kisbolygóövében található aszteroida. Cornelis Johannes van Houten, Ingrid van Houten-Groeneveld és Tom Gehrels fedezte fel 1960. szeptember 24-én.